# Tour de France de 2024
A Tour de France de 2024 foi a centésima décima primeira edição do Tour de France (Volta a França) que começou em Florença, Itália, em 29 de junho e terminou com a última etapa, um contrarrelógio individual, de Mônaco a Nice, em 21 de julho.
Duas modificações maiores foram aplicadas para esta edição devido ao decorrer dos jogos olímpicos de Paris de 26 de julho a 11 de agosto de 2024: a saída foi antecipada do calendário habitual (29 de junho) e a chegada é prevista em Nice (Alpes Marítimos) e não em Paris como é a tradição desde a 3.ª edição (1905).
Pela primeira vez a grande saída da Volta aconteceu em Florença, na Itália. Devido aos preparativos para os Jogos Olímpicos e Paralímpicos de Paris 2024, o Tour terminará em Nice com um contrarrelógio individual - foi em 1989 a última vez que um contrarrelógio foi a última etapa do Tour de France. Também será a primeira vez desde 1905 que o Tour não terminará em Paris.
Pela primeira vez, a grande saída está organizada na Itália em Florença.
Quatro país serão visitados: Itália, San Marino, a França e Mónaco.

## Preparação da corrida

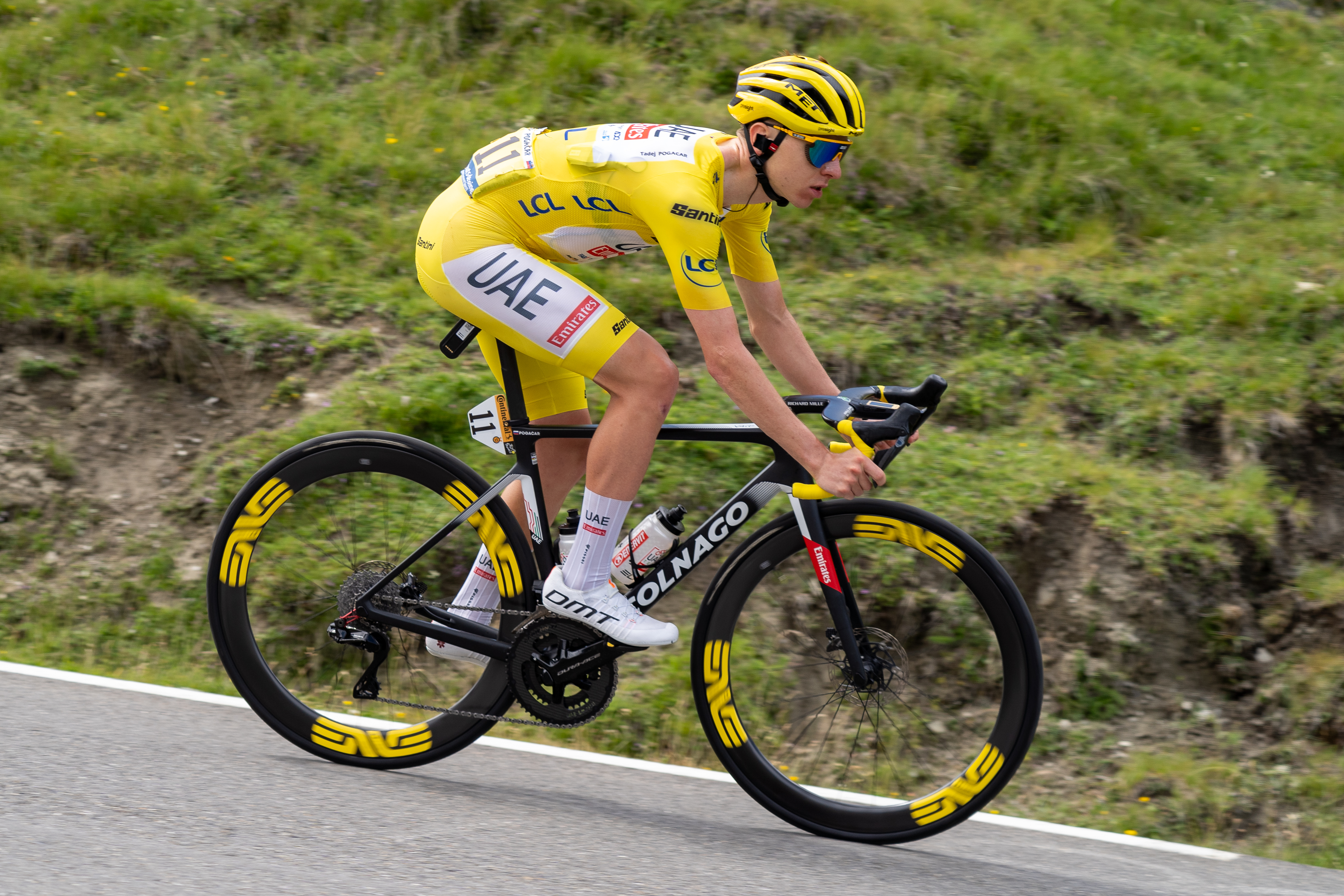
Tadej Pogacar na descida do passe Tourmalet durante a etapa 14 do TDF 24

Em outubro de 2022, o ministro do Interior Gérald Darmanin evoca na France Inter a provável cronologia da saída do Tour de France de 2024 comparando ao calendário habitual devido à mobilização das forças de segurança necessária para os Jogos Olímpicos de Verão.
Em novembro de 2022, o ministro dos desportos Amélie Oudéa-Castéra adianta que a saída da 111.ª edição da corrida de ciclismo terá necessidade de estar adiantada.
A chegada a Nice bem como um provável Grande saída de Florença (em Itália) estão confirmados durante uma mesa de imprensa mantida por Amaury Sport Organisation e a cidade de Nice em 1 de dezembro de 2022.
Em 3 de dezembro de 2022, Christian Prudhomme, diretor da Volta a França, o Príncipe Albert II e o antigo corredor ciclista norueguês Thor Hushovd, anunciam que a última etapa lançar-se-á de Mônaco para reunir Nice num contrarrelógio individual acidentado de aproximadamente 35 km.
A grande saída de Itália está confirmada a 21 de dezembro de 2022.

## Percurso
O começo da corrida desenvolve-se durante três dias em Itália, uma primeira para a prova, com uma grande saída em Florença (Toscana). A primeira etapa liga Florença a Rimini (Emília-Romanha) com incursão em San Marino; uma segunda entre Cesenatico e Bolonha (sempre em Emília-Romanha);  uma terça entre Placência e Turim (Piamonte); e uma quarta etapa que estreia no Piamonte a destino da França
Pela primeira vez desde 3.ª edição, a chegada da corrida não seria julgada em Paris mas em Nice (Alpes Marítimos), com paragem na última etapa com um contrarrelógio individual que liga Mónaco a Nice, uma primeira desde a edição 1989.

## Etapas
| Etapa       | Data             | Vilas etapas                     |                   | Distância (km) | Vencedor de etapa | Leader da classificação geral |
| ----------- | ---------------- | -------------------------------- | ----------------- | -------------- | ----------------- | ----------------------------- |
| 1.ª etapa   | sab. 29 de junho | Florença (ITA) – Rimini (ITA)    | Etapa accidentada | 205            | Romain Bardet     | Romain Bardet                 |
| 2. ª etapa  | dom. 30 de junho | Cesenatico (ITA) – Bolonha (ITA) | Etapa accidentada | 200            | Kévin Vauquelin   | Tadej Pogačar                 |
| 3. ª etapa  | seg. 1 de julho  | Placência (ITA) – Turim (ITA)    | Etapa accidentada | 225            |                   |                               |
| 20. ª etapa | sab. 20 de julho | Nice – Col de la Couillole       | Etapa montanha    | 132            |                   |                               |
| 21. ª etapa | dom. 21 de julho | Mónaco (MON) – Nice              | Etapa plana       | 35             |                   |                               |